# Joanot Martorell
Joanot Martorell (Valencia, c. 1410-? abril de 1465), también conocido como Joan Martorell y Juan Martorel, fue un escritor y caballero valenciano, especialmente conocido por ser el autor de la novela de caballerías Tirant lo Blanch. Fue uno de los escritores más importantes del Siglo de Oro valenciano y de la literatura en valenciano.

## Biografía
Su nacimiento se sitúa hacia 1410 en la ciudad de Valencia. Según el historiador Jaume Chiner su familia era originaria de Gandía. Su abuelo, Guillem Martorell, fue consejero real y su padre, Francesc Martorell, casado con Damiata Abelló, fue mayordomo del rey Martín el Humano. Una hermana de Joanot Martorell, Isabel, estuvo casada con Ausiàs March.
Se conocen bastantes elementos biográficos que lo muestran como un caballero fuerte y agresivo, de vida agitada, salteada de lances caballerescos, así como diversos viajes, si bien la mayoría de los pleitos, incluidos los desafíos a muerte, no pasaron de duelos verbales.
A partir de 1433 se data el primer nombramiento de Joanot como caballero. Estuvo una larga temporada en Inglaterra (en uno de estos viajes, en 1438, tradujo el poema del siglo XII Guy de Warwick), Portugal y Nápoles, como consecuencia de diversas luchas caballerescas a las que era tan aficionado, y de las que tenemos información gracias a que se guardan catorce «lletres de batalla» (letras de batallas, o cartas intercambiadas), que Martorell escribió durante toda su vida, y que han sido publicadas en las ediciones del Tirante el Blanco a cargo de Martí de Riquer que aparecieron en 1969 y 1979.
Entre los enfrentamientos que tuvo se pueden resaltar:
- En una ocasión Joanot Martorell desafió a su primo Joan de Monpalau que al parecer había yacido en amores con una hermana suya, a la que le había prometido matrimonio y se negó a cumplir su promesa. El litigio se alargó entre 1437 y 1445.
- Entre 1444 y 1450 tenemos constancia de otro litigio con Gonzalo de Híjar, comendador de Montalbán, por un asunto relacionado con la venta de unas propiedades. Este se saldó a favor de Martorell.
- En 1442 tuvo otro litigio contra Felip Boïl, por causas de testimoniaje.

En 1454 viajó a Nápoles para ayudar a Alfonso el Magnánimo.
Residía en la plaça de Sant Jordi (actual plaça de Rodrigo Botet), vecino de Joan Roís de Corella. Después de la venta de sus señoríos, se incrementó la ruina económica. Martí Joan de Galba, avecindado en Valencia, a menudo le prestaba dinero porque pasaba muchas necesidades.
Murió, sin dejar descendencia, en Valencia. La fecha de su muerte se sitúa a comienzos de 1465.

## Literatura
Tuvo acceso a diversos libros que más adelante fueron su fuente de inspiración.
El 2 de enero de 1460 empezó a escribir su gran novela Tirant lo Blanch, (Tirante el Blanco), que dedicó al infante Fernando de Portugal, al que conoció en ese país.
Fue una de las obras más representativas del Siglo de Oro valenciano. En ella se narran las gestas bélicas del caballero Tirant y la historia de amor que vive con Carmesina, en un contexto de alta temperatura erótica. Está considerada como la primera novela moderna de Europa y una de las más importantes de la literatura universal. Fue editada en el año 1490 por primera vez en Valencia y posteriormente en Barcelona. De estas dos primeras ediciones se conservan cuatro ejemplares. Tres son de la primera edición de Valencia, una se encuentra en la Universidad de Valencia y las otras, una en Londres y otra en Nueva York. También se conserva un ejemplar de la segunda edición barcelonesa. En la primera mitad del siglo XVI fue traducida al castellano y al italiano, más tarde al francés. Fue conocida por Ariosto, Shakespeare y Cervantes. De hecho, el Tirant lo Blanch recibe un elogio por parte de Cervantes, que salva la novela de la quema de libros de caballerías que hacen en casa de Alonso Quijano el cura y el barbero.
Algunos indicios apuntan a que la obra que salió de la imprenta de Nicolás Spindeler en el 1490 no se corresponde exactamente con el manuscrito original que Martorell entregó a Martí Joan de Galba como prenda de los cien reales que recibió en préstamo, y que no pudo recuperar al morir antes del plazo estipulado para devolver el dinero. Hoy día nadie da fe al colofón que reza que Galba es el traductor de la cuarta parte de la novela. Es probablemente un añadido del impresor, ya que Galba, que no era literato, murió antes de que fuera terminado de imprimir. Hay quien piensa que Galba se limitó a dividir la obra en capítulos y a redactar sus rúbricas. Por otra parte, quizás la versión original que circuló manuscrita durante 25 años sufrió algunos añadidos puntuales, tal vez inspirados por Joan Roís de Corella.
Dejó una obra inacabada Guillem de Varoic, que de hecho incorpora en los primeros capítulos del Tirant, y un fragmento de Flor de caballeria, esta última de posible atribución.